# Luc Holtz
Luc Holtz (Luxemburg, 14 juni 1969) is een Luxemburgs voormalig voetballer en huidig voetbaltrainer. Hij trad in de zomer van 2010 aan als bondscoach van het Luxemburgs voetbalelftal. Holtz speelde gedurende zijn actieve loopbaan als centrale middenvelder voor achtereenvolgens Red Boys Differdange, Avenir Beggen en Etzella Ettelbruck.

## Spelerscarrière
Holtz speelde in totaal 55 wedstrijden in de nationale ploeg in de periode tussen 1991 en 2002. Hij maakte zijn debuut op 12 oktober 1991 in de vriendschappelijke wedstrijd tegen Portugal, die eindigde in een 1–1 gelijkspel. Zijn 55ste en laatste interland speelde Holtz op 16 oktober 2002: de met 7–0 verloren EK-kwalificatiewedstrijd tegen Roemenië. In dat duel werd hij na 76 minuten vervangen door nieuwkomer Sacha Rohmann.

## Trainerscarrière
Holtz, tot dan toe coach van de nationale juniorenploeg (Luxemburg –21), volgde begin augustus 2010 oud-international Guy Hellers op als bondscoach van Luxemburg. Hellers nam zelf ontslag. Luxemburg speelde haar eerste interland onder Holtz tegen Wales, een oefeninterland die met 5–1 verloren werd en tevens een van de grootste nederlagen onder Holtz zou zijn. Positieve punten in Holtz' loopbaan als bondscoach waren de 2–1 zege op Slowakije op 9 februari 2011 en het 1–1 gelijkspel tegen WK-deelnemer Italië in juni 2014, daags voor het wereldkampioenschap voetbal. Op 13 november 2015 werd een oefeninterland gewonnen van Griekenland, een jaar eerder nog achtste finalist op dat WK. Op 7 oktober 2017 leed Luxemburg de tot op heden grootste nederlaag ooit onder Holtz: tegen Zweden werd met 8–0 verloren.
| Interlands Luxemburg onder leiding van Luc Holtz | Interlands Luxemburg onder leiding van Luc Holtz | Interlands Luxemburg onder leiding van Luc Holtz | Interlands Luxemburg onder leiding van Luc Holtz | Interlands Luxemburg onder leiding van Luc Holtz | Interlands Luxemburg onder leiding van Luc Holtz |
| №                                                | Datum                                            | Wedstrijd                                        | Uitslag                                          | Competitie                                       |                                                  |
| ------------------------------------------------ | ------------------------------------------------ | ------------------------------------------------ | ------------------------------------------------ | ------------------------------------------------ | ------------------------------------------------ |
| 1                                                | 11 augustus 2010                                 | Wales – Luxemburg                                | 5 – 1                                            | Oefeninterland                                   |                                                  |
| 2                                                | 3 september 2010                                 | Luxemburg – Bosnië en Herzegovina                | 0 – 3                                            | EK-kwalificatie                                  |                                                  |
| 3                                                | 7 september 2010                                 | Albanië – Luxemburg                              | 1 – 0                                            | EK-kwalificatie                                  |                                                  |
| 4                                                | 8 oktober 2010                                   | Luxemburg – Wit-Rusland                          | 0 – 0                                            | EK-kwalificatie                                  |                                                  |
| 5                                                | 12 oktober 2010                                  | Frankrijk – Luxemburg                            | 2 – 0                                            | EK-kwalificatie                                  |                                                  |
| 6                                                | 17 november 2010                                 | Luxemburg – Algerije                             | 0 – 0                                            | Oefeninterland                                   |                                                  |
| 7                                                | 9 februari 2011                                  | Luxemburg – Slowakije                            | 2 – 1                                            | Oefeninterland                                   |                                                  |
| 8                                                | 25 maart 2011                                    | Luxemburg – Frankrijk                            | 0 – 2                                            | EK-kwalificatie                                  |                                                  |
| 9                                                | 29 maart 2011                                    | Roemenië – Luxemburg                             | 3 – 1                                            | EK-kwalificatie                                  |                                                  |
| 10                                               | 3 juni 2011                                      | Luxemburg – Hongarije                            | 0 – 1                                            | Oefeninterland                                   |                                                  |
| 11                                               | 7 juni 2011                                      | Wit-Rusland – Luxemburg                          | 2 – 0                                            | EK-kwalificatie                                  |                                                  |
| 12                                               | 10 augustus 2011                                 | Portugal – Luxemburg                             | 5 – 0                                            | Oefeninterland                                   |                                                  |
| 13                                               | 2 september 2011                                 | Luxemburg – Roemenië                             | 0 – 2                                            | EK-kwalificatie                                  |                                                  |
| 14                                               | 6 september 2011                                 | Luxemburg – Albanië                              | 2 – 1                                            | EK-kwalificatie                                  |                                                  |
| 15                                               | 7 oktober 2011                                   | Bosnië en Her. – Luxemburg                       | 5 – 0                                            | EK-kwalificatie                                  |                                                  |
| 16                                               | 15 november 2011                                 | Luxemburg – Zwitserland                          | 0 – 1                                            | Oefeninterland                                   |                                                  |
| 17                                               | 29 februari 2012                                 | Luxemburg – Macedonië                            | 2 – 1                                            | Oefeninterland                                   |                                                  |
| 18                                               | 2 juni 2012                                      | Luxemburg – Malta                                | 0 – 2                                            | Oefeninterland                                   |                                                  |
| 19                                               | 15 augustus 2012                                 | Luxemburg – Georgië                              | 1 – 2                                            | Oefeninterland                                   |                                                  |
| 20                                               | 7 september 2012                                 | Luxemburg – Portugal                             | 1 – 2                                            | WK-kwalificatie                                  |                                                  |
| 21                                               | 11 september 2012                                | Noord-Ierland – Luxemburg                        | 1 – 1                                            | WK-kwalificatie                                  |                                                  |
| 22                                               | 12 oktober 2012                                  | Luxemburg – Israël                               | 0 – 6                                            | WK-kwalificatie                                  |                                                  |
| 23                                               | 16 oktober 2012                                  | Israël – Luxemburg                               | 3 – 0                                            | WK-kwalificatie                                  |                                                  |
| 24                                               | 14 november 2012                                 | Luxemburg – Schotland                            | 1 – 2                                            | Oefeninterland                                   |                                                  |
| 25                                               | 5 februari 2013                                  | Armenië – Luxemburg                              | 1 – 1                                            | Oefeninterland                                   |                                                  |
| 26                                               | 22 maart 2013                                    | Luxemburg – Azerbeidzjan                         | 0 – 0                                            | WK-kwalificatie                                  |                                                  |
| 27                                               | 26 maart 2013                                    | Luxemburg – Finland                              | 0 – 3                                            | WK-kwalificatie                                  |                                                  |
| 28                                               | 7 juni 2013                                      | Azerbeidzjan – Luxemburg                         | 1 – 1                                            | WK-kwalificatie                                  |                                                  |
| 29                                               | 14 augustus 2013                                 | Luxemburg – Litouwen                             | 2 – 1                                            | Oefeninterland                                   |                                                  |
| 30                                               | 6 september 2013                                 | Rusland – Luxemburg                              | 4 – 1                                            | WK-kwalificatie                                  |                                                  |
| 31                                               | 10 september 2013                                | Luxemburg – Noord-Ierland                        | 3 – 2                                            | WK-kwalificatie                                  |                                                  |
| 32                                               | 11 oktober 2013                                  | Luxemburg – Rusland                              | 0 – 4                                            | WK-kwalificatie                                  |                                                  |
| 33                                               | 15 oktober 2013                                  | Portugal – Luxemburg                             | 3 – 0                                            | WK-kwalificatie                                  |                                                  |
| 34                                               | 17 november 2013                                 | Luxemburg – Montenegro                           | 1 – 4                                            | Oefeninterland                                   |                                                  |
| 35                                               | 5 maart 2014                                     | Luxemburg – Kaapverdië                           | 0 – 0                                            | Oefeninterland                                   |                                                  |
| 36                                               | 26 mei 2014                                      | België – Luxemburg                               | 5 – 1                                            | Oefeninterland                                   |                                                  |
| 37                                               | 4 juni 2014                                      | Italië – Luxemburg                               | 1 – 1                                            | Oefeninterland                                   |                                                  |
| 38                                               | 8 september 2014                                 | Luxemburg – Wit-Rusland                          | 1 – 1                                            | EK-kwalificatie                                  |                                                  |
| 39                                               | 9 oktober 2014                                   | Macedonië – Luxemburg                            | 3 – 2                                            | EK-kwalificatie                                  |                                                  |
| 40                                               | 12 oktober 2014                                  | Luxemburg – Spanje                               | 0 – 4                                            | EK-kwalificatie                                  |                                                  |
| 41                                               | 15 november 2014                                 | Luxemburg – Oekraïne                             | 0 – 3                                            | EK-kwalificatie                                  |                                                  |
| 42                                               | 27 maart 2015                                    | Slowakije – Luxemburg                            | 3 – 0                                            | EK-kwalificatie                                  |                                                  |
| 43                                               | 31 maart 2015                                    | Luxemburg – Turkije                              | 1 – 2                                            | Oefeninterland                                   |                                                  |
| 44                                               | 9 juni 2015                                      | Luxemburg – Moldavië                             | 0 – 0                                            | Oefeninterland                                   |                                                  |
| 45                                               | 14 juni 2015                                     | Oekraïne – Luxemburg                             | 3 – 0                                            | EK-kwalificatie                                  |                                                  |
| 46                                               | 5 september 2015                                 | Luxemburg – Macedonië                            | 1 – 0                                            | EK-kwalificatie                                  |                                                  |
| 47                                               | 8 september 2015                                 | Wit-Rusland – Luxemburg                          | 2 – 0                                            | EK-kwalificatie                                  |                                                  |
| 48                                               | 9 oktober 2015                                   | Spanje – Luxemburg                               | 4 – 0                                            | EK-kwalificatie                                  |                                                  |
| 49                                               | 12 oktober 2015                                  | Luxemburg – Slowakije                            | 2 – 4                                            | EK-kwalificatie                                  |                                                  |
| 50                                               | 13 november 2015                                 | Luxemburg – Griekenland                          | 1 – 0                                            | Oefeninterland                                   |                                                  |
| 51                                               | 17 november 2015                                 | Luxemburg – Portugal                             | 0 – 2                                            | Oefeninterland                                   |                                                  |
| 52                                               | 25 maart 2016                                    | Luxemburg – Bosnië en Herz.                      | 0 – 3                                            | Oefeninterland                                   |                                                  |
| 53                                               | 29 maart 2016                                    | Luxemburg – Albanië                              | 0 – 2                                            | Oefeninterland                                   |                                                  |
| 54                                               | 31 mei 2016                                      | Luxemburg – Nigeria                              | 1 – 3                                            | Oefeninterland                                   |                                                  |
| 55                                               | 2 september 2016                                 | Letland – Luxemburg                              | 3 – 1                                            | Oefeninterland                                   |                                                  |
| 56                                               | 6 september 2016                                 | Bulgarije – Luxemburg                            | 4 – 3                                            | WK-kwalificatie                                  |                                                  |
| 57                                               | 7 oktober 2016                                   | Luxemburg – Zweden                               | 0 – 1                                            | WK-kwalificatie                                  |                                                  |
| 58                                               | 10 oktober 2016                                  | Wit-Rusland – Luxemburg                          | 1 – 1                                            | WK-kwalificatie                                  |                                                  |
| 59                                               | 13 november 2016                                 | Luxemburg – Nederland                            | 1 – 3                                            | WK-kwalificatie                                  |                                                  |
| 60                                               | 25 maart 2017                                    | Luxemburg – Frankrijk                            | 1 – 3                                            | WK-kwalificatie                                  |                                                  |
| 61                                               | 28 maart 2017                                    | Luxemburg – Kaapverdië                           | 0 – 2                                            | Oefeninterland                                   |                                                  |
| 62                                               | 4 juni 2017                                      | Luxemburg – Albanië                              | 2 – 1                                            | Oefeninterland                                   |                                                  |
| 63                                               | 9 juni 2017                                      | Nederland – Luxemburg                            | 5 – 0                                            | WK-kwalificatie                                  |                                                  |

## Erelijst
- Luxemburgs landskampioen

1993, 1994
- Beker van Luxemburg

1993, 1994, 2001
- Luxemburgs voetballer van het jaar

1993